# Тронное имя фараона
Тронное имя (егип. nswt-bjtj, ст.-егип. [nijˈsiːwat biˈjatVj], ср.-егип. [niˈsiːwaʔ biˈjatVj], нов.-егип. [ʔənˈsiːʔ βəˈjat(ə)]) — одно из пяти имён царского титула в Древнем Египте. Являлось самым важным именем в титуле древнеегипетских царей (фараонов) начиная с 4-й династии. Нефериркаре (V династия) добавил его как второй картуш к имени личному (данному при рождении). Первоначально речь здесь, пожалуй, велась о двух эпитетах фараона как единого властителя объединённого Египта, которые были впервые приняты при фараоне Дене (I династия).
Фараоны получали это имя при коронации в церемонии Сехнетьер («беседа с богом»). В период от начала фактического правления наследника умершего фараона вплоть до его коронации, имя личное ещё оставалось в силе.

## Историческое развитие

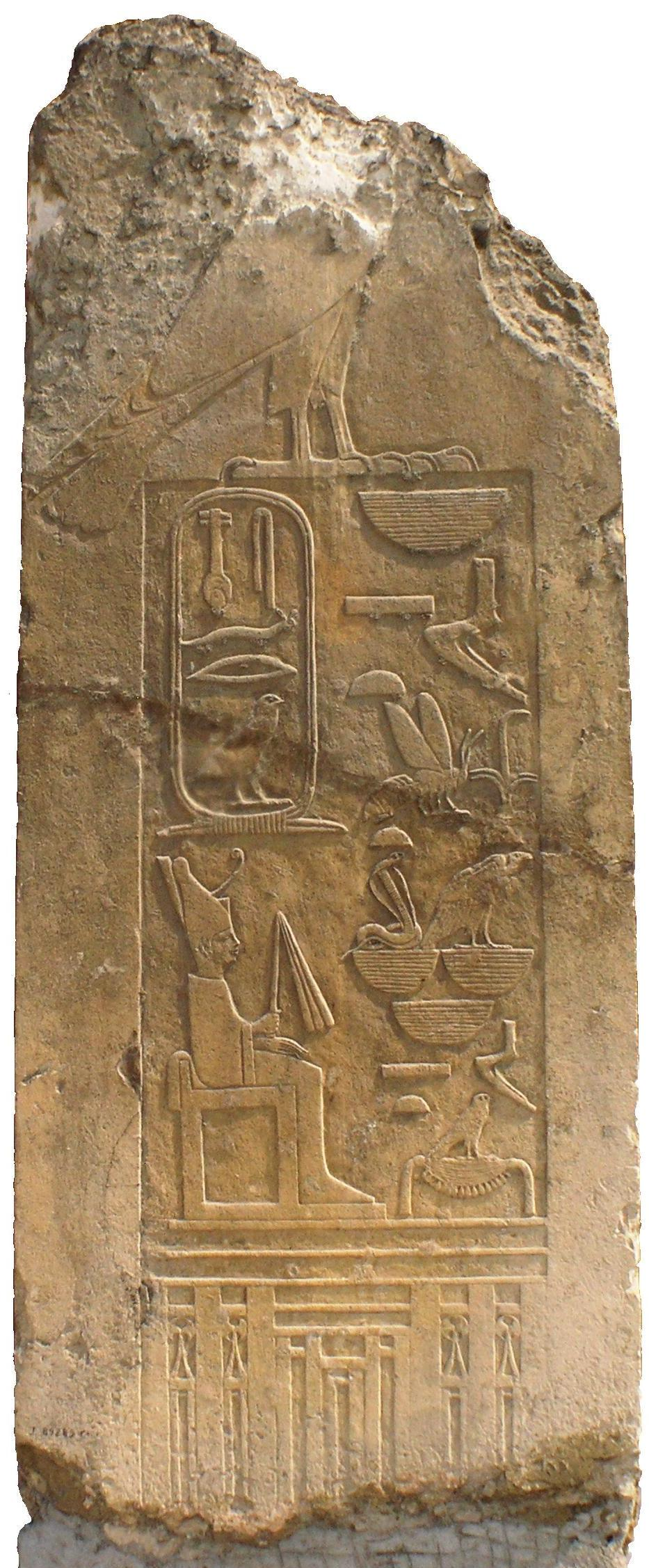
Имя Снофру в серехе, которое содержит обозначения тронного имени и имени по Небти

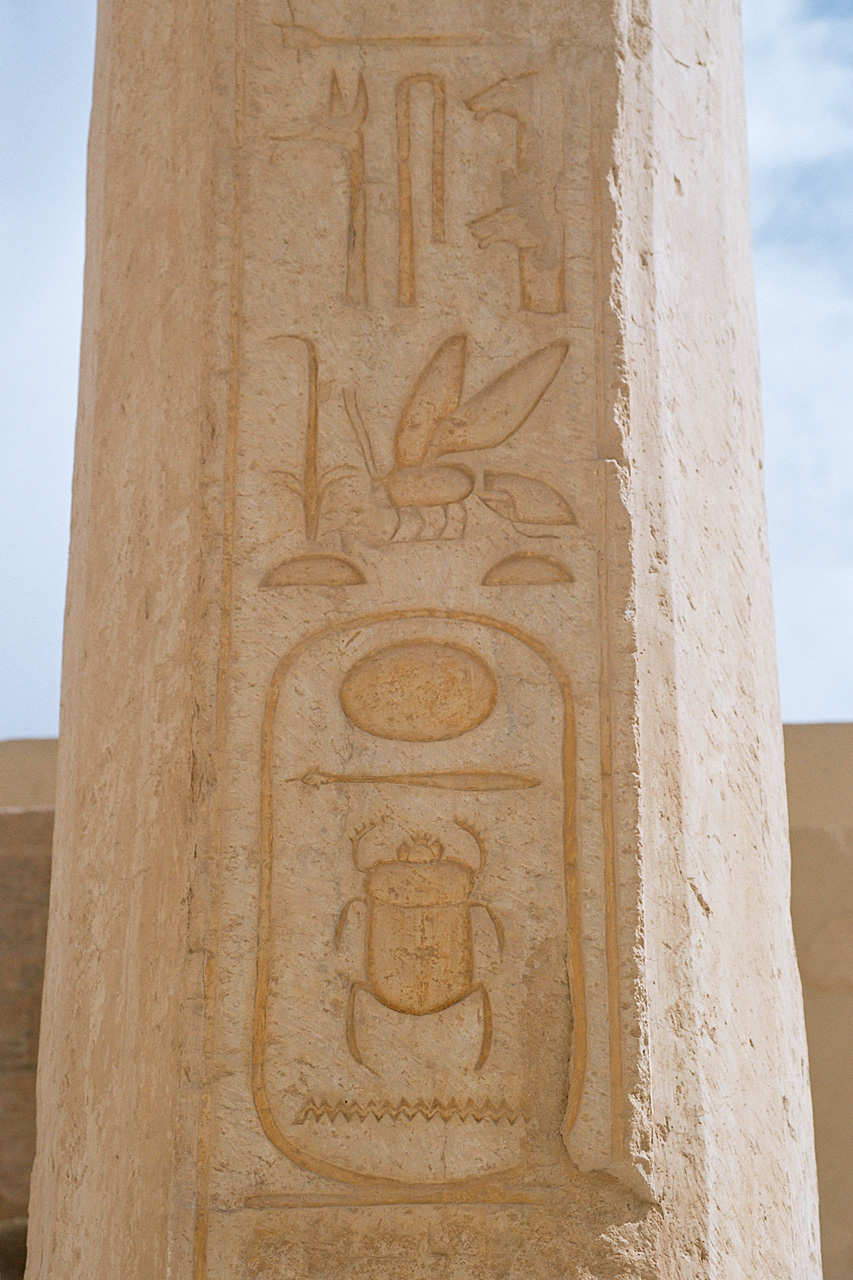
Тронное имя Тутмоса II в храме Хатшепсут, Луксор

Заголовок тронного имени («Несут-бити») имеет две составляющие:
1. | M23 | X1 · N35 | (nesut/nisut) и
2. | L2 · X1 | (bity)

Уже в период Древнего Царства был заголовок: 
| M23 · X1 | L2 · X1 |

 связанный с именем по Небти: 
| G16 |

 («две госпожи») и стоявший напротив. 

Будучи противопоставленными друг другу, оба заголовка хорошо гармонировали. Двойной заголовок «Несут-бити» узаконен фараоном Деном (I династию) и с тех пор занял своё неизменное место в написании царского имени: «камыш» (swt) и «пчела» (bjt). Под обоими находится соответственно знак «Т» 
| X1 |

 который имеет архаическое прочтение: «tj».
Когда при V династии почитание бога солнца достигло апогея, добавление следующего имени не происходило, если личное имя (данное при рождении) содержало имя бога Ра. Новое имя писалось в картуше, перед двойным символом «пчела и камыш», означающим объединённый Верхний и Нижний Египет.
От XVIII до XXV династии и с XXIX династии вплоть до римского времени тронные имена увеличивались за счёт прилагательных (эпитетов). Таким образом, например, тронное имя Тутмоса III будет звучать не только как «Мен-хепер-Ра» («Постоянно являющий Ра»), но также с именем прилагательным в варианте «Мен-хепер-Ра-мери-ен-Ра» («Постоянно являющий Ра, любимый Ра»).
Обычные тексты называют в большинстве случаев только тронные имена, тогда как все имена фараона используются в особенно торжественных надписях.